# Вооружённые силы Судана
Вооружённые силы Судана (англ. Sudanese Armed Forces, араб. القوات المسلحة السودانية‎) — военная организация Республики Судан, предназначенная для защиты свободы, независимости и территориальной целостности государства. 
ВС Судана состоят из органов управления, Сухопутных войск, Военно-морских сил, Военно-воздушных сил и Сил народной обороны (СНО). В составе ВС Судана насчитывается 104 300 военнослужащих. Из них 100 000 в сухопутных войсках, 1 300 во флоте, 3 000 в ВВС. В паравоенных формированиях Сил народной обороны находится 20 000 человек. Резерв СНО — 82 000 человек. В 2010-е годы ВС Судана приняли участие в военной операции «Возрождение надежды» на территории Йемена и Саудовской Аравии. В операции погибло 427 суданских солдат на сентябрь 2017 года. Военный бюджет на 2016 год составлял около 1 млрд долларов при ВВП 91,2 млрд долларов (~1 % от ВВП). Около 50 % из которых ушло на закупку вооружения и военной техники (ВВТ). По региональным стандартам ВС Судана относительно хорошо оснащены. Имеется производство боеприпасов к стрелковому оружию и бронетанковой технике стоящих на вооружении. Основная часть техники китайского и советского/российского производства. Из-за политического и экономического давления стран Европы и США произошло углубление связей с азиатскими производителями ВВТ.

## История
В истории Судана военные играли весомую роль и вмешивались в политическую жизнь. В 1958—1964 и 1969—1985 управляли страной непосредственно. Омар аль-Башир пришёл к власти в 1989 году при поддержке военных, свергнув Садыка аль-Махди. Также военные участвовали в свержении диктатуры Джафара Мухаммеда Нимейри. В 2017 году на должность премьер-министра был назначен в Бакри Хасан Салех, участвовавший в перевороте 1989 года.
С 2006 года Генеральный штаб ВС упразднён и на его месте создан Объединённый штаб, которому подчинили штабы видов вооружённых сил. Заново сформирован штаб Сухопутных войск — прежде подразделения СВ подчинялись напрямую Генеральному штабу. Были упразднены военные округа, на их месте созданы межвидовые командования ВС по географическому направлению.
В 2019 году военными свергнут уже сам Омар аль-Башир, верховная власть перешла к Переходному военному совету Судана под командованием первого вице-президента, министра обороны Авада бен Ауфа. К августу оппозиционные силы и вооружённые силы сформировали Суверенный совет, который должен был возглавить переход к гражданскому правлению. Вооружённые силы остались по-прежнему сосредоточены на внутренней безопасности, а также на пограничных вопросах на юге, хотя в августе было достигнуто соглашение с Южным Суданом об открытии границы.
Существуют также сохраняющиеся опасения в отношении оппозиционных групп, действующих на юге страны, в том числе в Дарфуре, где правительство опирается на военизированные формирования для обеспечения внутренней безопасности. ООН поддерживает две значительные миротворческие миссии в Судане. Судан стал частью коалиции во главе с Саудовской Аравией осуществившей интервенцию в Йемен.

### Дарфурский конфликт
С 2003 года идёт вооружённая борьба негритянских племён фур и загава в провинции Дарфур на западе страны. Повстанческие группировки «Движение освобождения Судана» и «Движение справедливости и развития» подняли мятеж против официального правительства в Хартуме. Отряды СНО участвовали в операциях на территории провинции.

### Вторая гражданская война в Судане
Борьба за независимость Южного Судана длившаяся 22 года (1983—2005).

### Пограничный конфликт между Суданом и Южным Суданом
Конфликт 2012 года с Южным Суданом вскоре после его отделения в 2011 году от Судана.

### Резня в Хартуме
Разгон военными лагеря протестующих в Хартуме 3 июня 2019 года.

### Пограничный конфликт с Эфиопией
Конфликт в декабре 2020 года на границе с Эфиопией.

## Общие сведения
| Вооружённые силы Судана                                         | Вооружённые силы Судана |
| --------------------------------------------------------------- | --- |
| Виды вооружённых сил:                                           | Сухопутные войска Судана; Военно-морские силы Судана, включая морскую пехоту; Военно-воздушные силы Судана; Силы народной обороны Судана.(по данным на 2011 год)                           |
| Призывной возраст и порядок комплектования:                     | Вооружённые силы Судана комплектуются по призыву и на добровольной основе, мужчинами и женщинами гражданами Судана в возрасте 18-33 лет; срок службы — 1 — 2 года. (по данным на 2011 год) |
| Человеческие ресурсы, доступные для воинской службы:            | мужчины в возрасте 16-49: 10,433,973 женщины в возрасте 16-49: 10,411,443 (2010 оценочно)                                                                                                  |
| Человеческие ресурсы, пригодные для воинской службы:            | мужчины в возрасте 16-49: 6,475,530 женщины в возрасте 16-49: 6,840,885 (2010 оценочно) |
| Человеческие ресурсы, ежегодно достигающие призывного возраста: | мужчины: 532,030 женщины: 512,476 (2010 оценочно) |
| Военные расходы — процент от ВВП:                               | 3 % (по данным на 2005 год), 43 место в мире |

Комплектуются по призыву. Призыву подлежит всё мужское население страны в возрасте от 18 лет. Предельный возраст службы для сержантов — 40 лет, офицеров — 50 лет, генералов — 60 лет.
Соглашение об обороне с Ираном в 2008 году, как сообщается, включило в себя помощь в развитии суданской оборонной промышленности. Комплектование вооружённых сил базируются на призывниках и они получают оперативный опыт от развёртывания сил внутренней безопасности и участия в йеменской войне коалиции во главе с Саудовской Аравией.
По региональным стандартам Вооружённые силы Судана относительно хорошо оснащены и располагают значительными запасами как устаревших, так и современных систем. Хотя существует эмбарго ООН на поставки оружия, оно ограничено ВВТ, используемым в регионе Дарфур. Последние приобретения были  излишки ВВТ с долговременного хранения полученные от российского и украинского правительств, не считая новых китайских реактивных тренажёров. Государственная Military Industry Corporation производит широкий ассортимент боеприпасов, стрелкового оружия и бронетехники для внутреннего пользования и экспортного рынка. Большинство продуктов корпорации основаны на более старых системах китайской и российской разработок.

## Подготовка
Подготовка военных кадров осуществляется по трём направлениям:
- развитие национальных военных учебных заведений;
- приглашение в страну иностранных инструкторов, в том числе и на частной основе;
- обучение военнослужащих в военных учебных заведениях иностранных государств[6].

В систему суданского военного обучения входят академии, колледжи, школы и училища. В стране действуют четыре военные академии (в том числе военно-морская в г. Порт-Судан), 17 военных колледжей и училищ по подготовке офицеров, семь училищ и школ подготовки сержантов и младших технических специалистов.
Для обучения за рубежом, военнослужащие отправляются в Китай, Египет, Иран.
В июне 2006 года с Белоруссией был подписан договор о военном сотрудничестве, обмене опытом и достижениями в военной области. На основании документа, белорусские инструкторы предоставили свои услуги в обучении суданских военнослужащих.
В январе 2019 года пресс-секретарь президента России Дмитрий Песков подтвердил информацию о деятельности российских военных инструкторов в Судане, которые занимаются подготовкой кадров. Он также отметил, что в стране есть и частные, и государственные специалисты.

## Состав
Верховным главнокомандующим ВС Судана является президент республики. Главком ВС через Совет национальной обороны и Высший военный совет определяет основные направления военного строительства. Его решения реализует Министерство обороны Судана. Непосредственное управление Вооружёнными силами осуществляет Объединённый штаб (ОШ).
Задачей ОШ является выработка стратегии строительства вооружённых сил и непосредственное управление боевыми подразделениями в мирное и военное время.
Штабы ВВС и СВ дислоцируются в столице страны. Штаб ВМС находится в г. Порт-Судан.
Состав руководства Вооружённых сил
| Совет национальной обороны | Совет национальной обороны | Совет национальной обороны | Совет национальной обороны | Совет национальной обороны | Совет национальной обороны |  |  |  |  | Главком ВС           | Главком ВС | Главком ВС | Главком ВС | Главком ВС | Главком ВС |  |  |  |  | Высший военный совет | Высший военный совет | Высший военный совет | Высший военный совет | Высший военный совет | Высший военный совет |  |  |  |  |  |  |  |  |
| Совет национальной обороны | Совет национальной обороны | Совет национальной обороны | Совет национальной обороны | Совет национальной обороны | Совет национальной обороны |  |  |  |  | Главком ВС           | Главком ВС | Главком ВС | Главком ВС | Главком ВС | Главком ВС |  |  |  |  | Высший военный совет | Высший военный совет | Высший военный совет | Высший военный совет | Высший военный совет | Высший военный совет |  |  |  |  |  |  |  |  |
|                            |                            |                            |                            |                            |                            |  |  |  |  |                      |            |            |            |            |            |  |  |  |  |                      |                      |                      |                      |                      |                      |  |  |  |  |  |  |  |  |
|                            |                            |                            |                            |                            |                            |  |  |  |  | Министерство обороны |            |            |            |            |            |  |  |  |  |                      |                      |                      |                      |                      |                      |  |  |  |  |  |  |  |  |
|                            |                            |                            |                            |                            |                            |  |  |  |  |                      |            |            |            |            |            |  |  |  |  |                      |                      |                      |                      |                      |                      |  |  |  |  |  |  |  |  |
|                            |                            |                            |                            |                            |                            |  |  |  |  | Объединённый штаб    |            |            |            |            |            |  |  |  |  |                      |                      |                      |                      |                      |                      |  |  |  |  |  |  |  |  |
|                            |                            |                            |                            |                            |                            |  |  |  |  |                      |            |            |            |            |            |  |  |  |  |                      |                      |                      |                      |                      |                      |  |  |  |  |  |  |  |  |
|                            |                            |                            |                            |                            |                            |  |  |  |  |                      |            |            |            |            |            |  |  |  |  |                      |                      |                      |                      |                      |                      |  |  |  |  |  |  |  |  |
| Штаб ВВС                   | Штаб ВВС                   | Штаб ВВС                   | Штаб ВВС                   | Штаб ВВС                   | Штаб ВВС                   |  |  |  |  | Штаб СВ              | Штаб СВ    | Штаб СВ    | Штаб СВ    | Штаб СВ    | Штаб СВ    |  |  |  |  | Штаб ВМС             | Штаб ВМС             | Штаб ВМС             | Штаб ВМС             | Штаб ВМС             | Штаб ВМС             |  |  |  |  |  |  |  |  |

Состав Объединённого штаба
|  |  |  |  |  |  |  |  |                                          |                                          | Начальник ОШ                             |                                          |                                          |                                          |         |         |                                     |                                     |                                     |                                     |                                     |                                     |          |          |                                      |                                      |                                      |                                      |                                      |                                      |          |          |  |  |                                         |                                         |                                         |                                         |                                         |                                         |  |  |  |  |  |  |  |  |  |  |  |  |  |  |  |  |  |  |  |  |  |  |  |  |  |  |  |  |  |  |
|  |  |  |  |  |  |  |  |                                          |                                          |                                          |                                          |                                          |                                          |         |         |                                     |                                     |                                     |                                     |                                     |                                     |          |          |                                      |                                      |                                      |                                      |                                      |                                      |          |          |  |  |                                         |                                         |                                         |                                         |                                         |                                         |  |  |  |  |  |  |  |  |  |  |  |  |  |  |  |  |  |  |  |  |  |  |  |  |  |  |  |  |  |  |
|  |  |  |  |  |  |  |  |                                          |                                          |                                          |                                          |                                          |                                          |         |         |                                     |                                     |                                     |                                     |                                     |                                     |          |          |                                      |                                      |                                      |                                      |                                      |                                      |          |          |  |  |                                         |                                         |                                         |                                         |                                         |                                         |  |  |  |  |  |  |  |  |  |  |  |  |  |  |  |  |  |  |  |  |  |  |  |  |  |  |  |  |  |  |
|  |  |  |  |  |  |  |  |                                          |                                          |                                          |                                          |                                          |                                          |         |         |                                     |                                     |                                     |                                     |                                     |                                     |          |          |                                      |                                      |                                      |                                      |                                      |                                      |          |          |  |  |                                         |                                         |                                         |                                         |                                         |                                         |  |  |  |  |  |  |  |  |  |  |  |  |  |  |  |  |  |  |  |  |  |  |  |  |  |  |  |  |  |  |
|  |  |  |  |  |  |  |  |                                          |                                          | Штаб СВ                                  | Штаб СВ                                  | Штаб СВ                                  | Штаб СВ                                  | Штаб СВ | Штаб СВ |                                     |                                     | Штаб ВВС                            | Штаб ВВС                            | Штаб ВВС                            | Штаб ВВС                            | Штаб ВВС | Штаб ВВС |                                      |                                      | Штаб ВМС                             | Штаб ВМС                             | Штаб ВМС                             | Штаб ВМС                             | Штаб ВМС | Штаб ВМС |  |  |                                         |                                         |                                         |                                         |                                         |                                         |  |  |  |  |  |  |  |  |  |  |  |  |  |  |  |  |  |  |  |  |  |  |  |  |  |  |  |  |  |  |
|  |  |  |  |  |  |  |  |                                          |                                          | Штаб СВ                                  | Штаб СВ                                  | Штаб СВ                                  | Штаб СВ                                  | Штаб СВ | Штаб СВ |                                     |                                     | Штаб ВВС                            | Штаб ВВС                            | Штаб ВВС                            | Штаб ВВС                            | Штаб ВВС | Штаб ВВС |                                      |                                      | Штаб ВМС                             | Штаб ВМС                             | Штаб ВМС                             | Штаб ВМС                             | Штаб ВМС | Штаб ВМС |  |  |                                         |                                         |                                         |                                         |                                         |                                         |  |  |  |  |  |  |  |  |  |  |  |  |  |  |  |  |  |  |  |  |  |  |  |  |  |  |  |  |  |  |
|  |  |  |  |  |  |  |  |                                          |                                          |                                          |                                          |                                          |                                          |         |         |                                     |                                     |                                     |                                     |                                     |                                     |          |          |                                      |                                      |                                      |                                      |                                      |                                      |          |          |  |  |                                         |                                         |                                         |                                         |                                         |                                         |  |  |  |  |  |  |  |  |  |  |  |  |  |  |  |  |  |  |  |  |  |  |  |  |  |  |  |  |  |  |
|  |  |  |  |  |  |  |  | Главное управление совместных операций   | Главное управление совместных операций   | Главное управление совместных операций   | Главное управление совместных операций   | Главное управление совместных операций   | Главное управление совместных операций   |         |         | Главное управление военной разведки | Главное управление военной разведки | Главное управление военной разведки | Главное управление военной разведки | Главное управление военной разведки | Главное управление военной разведки |          |          | Главное управление боевой подготовки | Главное управление боевой подготовки | Главное управление боевой подготовки | Главное управление боевой подготовки | Главное управление боевой подготовки | Главное управление боевой подготовки |          |          |  |  | Главное управление военных исследований | Главное управление военных исследований | Главное управление военных исследований | Главное управление военных исследований | Главное управление военных исследований | Главное управление военных исследований |  |  |  |  |  |  |  |  |  |  |  |  |  |  |  |  |  |  |  |  |  |  |  |  |  |  |  |  |  |  |
|  |  |  |  |  |  |  |  | Главное управление совместных операций   | Главное управление совместных операций   | Главное управление совместных операций   | Главное управление совместных операций   | Главное управление совместных операций   | Главное управление совместных операций   |         |         | Главное управление военной разведки | Главное управление военной разведки | Главное управление военной разведки | Главное управление военной разведки | Главное управление военной разведки | Главное управление военной разведки |          |          | Главное управление боевой подготовки | Главное управление боевой подготовки | Главное управление боевой подготовки | Главное управление боевой подготовки | Главное управление боевой подготовки | Главное управление боевой подготовки |          |          |  |  | Главное управление военных исследований | Главное управление военных исследований | Главное управление военных исследований | Главное управление военных исследований | Главное управление военных исследований | Главное управление военных исследований |  |  |  |  |  |  |  |  |  |  |  |  |  |  |  |  |  |  |  |  |  |  |  |  |  |  |  |  |  |  |
|  |  |  |  |  |  |  |  |                                          |                                          |                                          |                                          |                                          |                                          |         |         |                                     |                                     |                                     |                                     |                                     |                                     |          |          |                                      |                                      |                                      |                                      |                                      |                                      |          |          |  |  |                                         |                                         |                                         |                                         |                                         |                                         |  |  |  |  |  |  |  |  |  |  |  |  |  |  |  |  |  |  |  |  |  |  |  |  |  |  |  |  |  |  |
|  |  |  |  |  |  |  |  | Организационо-мобилизационное управление | Организационо-мобилизационное управление | Организационо-мобилизационное управление | Организационо-мобилизационное управление | Организационо-мобилизационное управление | Организационо-мобилизационное управление |         |         | Военно-топографическое управление   | Военно-топографическое управление   | Военно-топографическое управление   | Военно-топографическое управление   | Военно-топографическое управление   | Военно-топографическое управление   |          |          | Управление тыла                      | Управление тыла                      | Управление тыла                      | Управление тыла                      | Управление тыла                      | Управление тыла                      |          |          |  |  | Административное управление             | Административное управление             | Административное управление             | Административное управление             | Административное управление             | Административное управление             |  |  |  |  |  |  |  |  |  |  |  |  |  |  |  |  |  |  |  |  |  |  |  |  |  |  |  |  |  |  |

### Сухопутные войска
В составе СВ Судана имеется 5 рот специального назначения, 1 отдельная разведывательная бригада, 1 танковая дивизия, 1 механизированная дивизия, 1 отдельная механизированная бригада, 15 пехотных дивизий, 6 отдельных пехотных бригад, 1 десантно-штурмовая бригада, 1 амфибийная дивизия. Боевое обеспечение представлено тремя отдельными артиллерийскими бригадами и 1 инженерной дивизией из 9 инженерных батальонов. Основным соединением Сухопутных войск является дивизия (численностью 8,7—9,2 тыс. человек).
На вооружении стоит 465 танков (305 Т-54/-55, 70 Т-72АВ, 10 Тип 85-IIM, 60 Тип 59, 20 M60 + лёгкие танки: 70 Тип 62, 45 Тип 63), 152 БМП (125 БМП-1/-2, 10 БТР-3, 7 БТР-80А), 415 БТР (до 30 БТР-50, 36 М113 и др.), 194 артиллерийские системы (56 122-мм 2С1, 10 155-мм F3, 20 105-мм М101, 21 122-мм Д-30/Д-74/М-30, 75 130-мм М-46/Тип 56-И), 666+ единиц РСЗО (477 107-мм Type 63, 120 122-мм Град, 50 122-мм Saqr, 18 122-мм Тип 81, 1+ 302-мм WS-1).

### Военно-морские силы
ВМС состоят из патрульных катеров типа Kurmuk и десантных катеров типа LCVP. А также имеются суда обеспечения. Организационно ВМС состоят из штаба ВМС и военно-морской базы Фламинго-Бей (г. Порт-Судан), в которой базируются отряды десантных и патрульных катеров.

### Военно-воздушные силы
Формирование собственных ВВС началось сразу после получения независимости 1 января 1957 года. Была основана собственная лётная школа. Первыми боевыми самолётами были лёгкие штурмовики «Провост». Военно-транспортная авиация состояла первоначально из трёх «Персиваль Пэмброук» и двух Дуглас ДС-3. В дальнейшем закуплены четыре Фоккер Ф27, три Дорнье До 27 и восемь Пилатус ПС-6. После Шестидневной войны, Судан приступил к закупкам советской техники.
ВВС состоят из двух истребительных эскадрилий на МиГ-29СЭ/УБ, 1 бомбардировочной на Су-24 и 2 штурмовых эскадрильях на Nanchang Q-5 и Су-25/УБ. Некоторое количество транспортных самолётов Ан-30, Ан-32, Ан-72, Ан-74ТК-200/300, C-130, Ил-76, Y-8. 1 VIP подразделение с Falcon 20F, Falcon 50, Falcon 900, F-27, Ил-62М.
Ударные вертолёты Ми-24/П и Ми-35П сосредоточены в 2 эскадрильях. Две эскадрильи транспортных вертолётов Ми-8, Ми-17, Ми-171.

### Силы народной обороны
Силы народной обороны заняты охраной органов государственного управления, важных промышленных объектов, узлов сообщения и поддержанием общественного порядка. СНО выполняют функции внутренних войск, осуществляя операции по ликвидации преступных организаций, рассеиванию антиправительственных выступлений и занимаясь организацией гражданской обороны. В 2005 году несколько подразделений этих сил участвовали в боевых действиях против сепаратистов в провинции Дарфур и боевиков угандийской группировки «Господня армия сопротивления» на юге страны (ныне независимый Южный Судан).

## Интересные факты
- Помимо Вооружённых сил, собственные формирования имеются у Национальной службы безопасности и разведки (НСБР) Судана. Именуются они как «Силы быстрого реагирования» и выполняют функции внутренних войск, занимаясь подавлением мятежей, борьбой с контрабандистами и террористами. Их основу составили арабские племенные ополчения «джанджавидов»[3][13].